# Hendrik Claeys
Hendrik Richard Claeys (Zomergem, 7 december 1838 - Gent, 17 november 1910) was een priester-leraar aan het Sint-Jozef-Klein-Seminarie in Sint-Niklaas. Nadien was hij pastoor in Oostakker en op de Sint-Niklaasparochie te Gent. In 1904 werd hij erekanunnik van het Sint-Baafskapittel te Gent.

## Leven
Hendrik Claeys was afkomstig uit Zomergem. Karel Lodewijk Ledeganck was tijdens de kinderjaren van Claeys vrederechter in Zomergem en een vriend des huizes; hij heeft waarschijnlijk mee de belangstelling van Claeys voor poëzie en letterkunde gevoed. 
Op veertienjarige leeftijd behaalde Claeys een prijs in een door Tael- en Broedermin te Gent uitgeschreven wedstrijd en Prudens Van Duyse voorspelde hem toen een grote dichterlijke loopbaan. 
Claeys ontpopte zich later tot een gevierd redenaar die zich zeker met Hugo Verriest kon meten op dit gebied. Hij sprak de lijkredes uit voor Hendrik Conscience en voor Guido Gezelle. 
In Zomergem werd een straat naar hem genoemd. Hij kreeg de titel doctor honoris causa aan de Katholieke Universiteit Leuven op 6 mei 1887.

## Vlaamse Beweging
Claeys was een van de spilfiguren bij de oprichting van de Davidsfondsafdeling in Sint-Niklaas, die op 25 februari 1875 als derde plaatselijke afdeling ging werken, na Heist-op-den-Berg en Gent, vrij vlug na de stichting te Leuven. Hij had heel wat relaties met de notabelen en bourgeoisie van Sint-Niklaas. Zo kon hij er een aantal toe bewegen toe te treden tot het afdelingsbestuur. Hij kon superior Antoon Stillemans overhalen ondervoorzitter te worden van de nieuwe afdeling. Ook na zijn wijding tot bisschop van Gent bleef Stillemans die functie waarnemen. Claeys was secretaris van de afdeling en kon in het stichtingsjaar al 103 leden inschrijven. 
In het kleinseminarie van Sint-Niklaas steunde hij als Vlaamsgezind priester-leraar mee de plaats van het Nederlands in de lessen en de Vlaamse studentenwerking. Als overtuigd Gezelliaan dweepte hij met Gezelles poëzie, die hij dikwijls voorlas in de klas. Hij was leraar in de poësis.